# Wolfgang Bretschneider
Wolfgang Bretschneider (* 7. August 1941 in Dortmund; † 12. März 2021 in Bonn) war ein deutscher römisch-katholischer Priester, Organist, Kirchenmusiker und Hochschullehrer für Musik- und Liturgiewissenschaft.

## Leben und Wirken
Bretschneider studierte katholische Theologie, Philosophie, Musikwissenschaft und Pädagogik an der Rheinischen Friedrich-Wilhelms-Universität Bonn und an der Ludwig-Maximilians-Universität München, gleichzeitig absolvierte er Orgelstudien bei Franz Lehrndorfer, Jean Langlais und Guy Bovet. 1967 empfing er im Kölner Dom von Josef Kardinal Frings die Priesterweihe. Von 1967 bis 1969 war er Kaplan am Quirinus-Münster in Neuss und von 1969 bis 1997 Repetent am Erzbischöflichen Collegium Albertinum in Bonn. Während dieser Zeit wurde er 1975 amicus und 1988 Ehrenmitglied der Theologenverbindung V.k.Th. Burgundia. Er wurde im Fach Erziehungswissenschaften bei Philipp Eggers mit einer Arbeit über die pädagogische Bedeutung und Funktion des deutschen Kirchenliedes zwischen Aufklärung und Restauration am Beispiel von Kaspar Anton von Mastiaux promoviert.
1985 wurde er in den Vorstand der Werkgemeinschaft Musik e. V. gewählt, wo er als geistlicher Berater tätig war. Seit 1987 war er Professor für Liturgik und Kirchenmusik an der Robert Schumann Hochschule in Düsseldorf, seit 1994 an der Hochschule für Musik und Tanz in Köln und in gleicher Funktion seit 1977 auch am Priesterseminar des Erzbistums Köln. 1984 erfolgte die Berufung in die Musikkommission der Deutschen Bischofskonferenz. 1992 wurde er in die Liturgiekommission der Deutschen Bischofskonferenz berufen. Seit 1994 war er Mitglied der Görres-Gesellschaft. 2003 erfolgte die Ernennung zum Honorarprofessor an der theologischen Fakultät der Universität Bonn, 2004 die Berufung zum Berater für Kirchenmusik in der Unterkommission der Deutschen Bischofskonferenz zur Erstellung des neuen Gebet- und Gesangbuches. Seit 2011 war er Leiter des Fachbeirates Musik in der Guardini-Stiftung-Berlin. Ebenso war er Mitglied in der Arbeitsgemeinschaft Kirchenmusik im Deutschen Musikrat.
Bretschneider war Subsidiar und zweiter Organist an der Bonner Münsterbasilika. Als Organist gab er zahlreiche Konzerte im In- und Ausland, sein Schwerpunkt war die französische Orgelmusik des 19. und 20. Jahrhunderts. Unter anderem gab er das gesamte Orgelwerk von Josef Gabriel Rheinberger heraus. 1989 wurde Wolfgang Bretschneider Präsident des Allgemeinen Cäcilien-Verbandes für Deutschland (ACV), den er auch im Zentralkomitee der deutschen Katholiken vertrat. Ebenso war er Diözesanpräses für die Kirchenchöre im Erzbistum Köln. Am 22. September 2018 wurde er als aktiver Präsident des Allgemeinen Cäcilien-Verbandes verabschiedet und wurde zugleich zum Ehrenpräsident auf Lebenszeit ernannt.
Wolfgang Bretschneider engagierte sich für zahlreiche soziale Projekte im Heiligen Land. 1987 wurde er von Maximilien de Fürstenberg, Kardinal-Großmeister des Ritterordens vom Heiligen Grab zu Jerusalem, zum Ritter ernannt und am 14. Mai 1988 im Aachener Dom durch Bischof Franz Hengsbach, Großprior der Statthalterei in Deutschland, in den Päpstlichen Orden investiert. Zuletzt war er Offizier des Ordens.
Bretschneider starb an den Folgen eines schweren Herzinfarktes in den frühen Morgenstunden des 12. März 2021. Das Requiem wurde am 17. März 2021 in Sankt Remigius in Bonn gehalten, die Beisetzung erfolgte in der Gruft der Bonner Münsterpfarrer und Stadtdechanten.

## Werke (Auswahl)

### Schriften
- Pädagogische Bedeutung und Funktion des deutschen Kirchenliedes zwischen Aufklärung und Restauration, dargestellt am Werk des Kaspar Anton von Mastiaux (1766–1828). Phil. Diss. Bonn 1980.
- Mehr als Worte sagt ein Lied. Herder 1990, ISBN 3-451-22040-7.
- Nützlich oder schädlich? Braucht die Liturgie eine Orgel. In: Musica sacra 119. Jg. Nr. 5, Bärenreiter-Verlag, Kassel 1999, ISSN 0179-356X.
- Krzysztof Penderecki – Versuch einer Positionsbestimmung. Kirchenmusikalisches Jahrbuch, Regensburg  2000.
- Mitherausgeber der liturgischen Reihe Morgenlob – Abendlob – Mit der Gemeinde feiern, 4 Bände. Planegg 2000 ff, Stuttgart 2009.
- Vom Motuproprio Pius X. (1903) bis zur Instructio Musicam sacram (1967). Historische Anmerkungen zum Verhältnis zwischen Liturgie und Musik. In: Liturgie und Musik. Herausgegeben von Stefan Klöckner, Trier 2005.
- „… wird die Musik zum Geschwätz“. Über den Wert des Schweigens und der Stille. In: Ad maiorem Dei gloriam. Festschrift Walter Graf. St. Pölten 2006.
- „… aus pastoralen Gründen“. Die Spannung zwischen künstlerischem Anspruch und praktischen Erfordernissen. In: Musik im Raum der Kirche. Fragen und Perspektiven. Herausgegeben von W. Bönig. W. Bretschneider u. a., Stuttgart 2007.
- O Welt, ich muss dich lassen. J. Brahms: 2 Choralvorspiele für Orgel. In: Das Universum im Ohr, herausgegeben von D. Korsch u. a., Leipzig 2011.
- Mitherausgeber der Enzyklopädie der Kirchenmusik. Laaber 2011 ff.
- Aufbrüche im frühen 20. Jahrhundert. In: Enzyklopädie der Kirchenmusik: Die Geschichte der Kirchenmusik, Bd. 3, Laaber 2012.
- Was macht Musik zur Kirchenmusik? – Einblicke in die Auseinandersetzungen des 19. und 20. Jahrhunderts. in: Festschrift 200 Jahre Adelheidis-Chor an St. Peter zu Vilich 1818–2018, Bonn 2018. S. 14–17.
- Überlegungen zur Zukunft der Kirchenmusik. In: Kirchenmusikalische Mitteilungen, Heft 79, Freiburg i. Br., Mai 2018.

### Noteneditionen
- Joseph Rheinberger. Das gesamte Orgelwerk. J. Butz Verlag, Sankt Augustin 1991.
- Orgelmusik für Gottesdienst und Konzert zu Festen des Kirchenjahres und besonderen Anlässen, 12 Bände. Dr. J. Butz-Verlag, Bonn 1994 ff.
- Chorbuch Advent. Carus, Stuttgart 1998.
- Chorbuch Ostern. Carus, Stuttgart 2002.
- Chorbuch Trauer. Carus, Stuttgart 2010.

### Diskographie
- Josef Gabriel Rheinberger, Orgelsonaten Nr. 14 C-Dur op. 165 und 17 H-Dur op. 181, Miscellaneen op. 174. Wolfgang Bretschneider an der Walcker-Orgel in St. Jacobus, Ilmenau (Thüringen). Motette 12221.
- Marcel Dupré, Le Chemin de la Croix op. 29. Wolfgang Bretschneider an der Klais-Orgel der Bonner Münsterbasilika. Motette 50691.
- Mein Gebet, Was sind wir Menschen doch und Meine Bibel, Orgelimprovisationen von Wolfgang Bretschneider, Hanns Dieter Hüsch liest Psalmen, Gedichte und eigene Texte. Katholisches Bibelwerk, Stuttgart 1997.

## Ehrungen und Auszeichnungen
- 1987: Verleihung des päpstlichen Ehrentitels Monsignore (Kaplan seiner Heiligkeit) durch Papst Johannes Paul II.[6]
- 1988: Investitur in den Ritterorden vom Heiligen Grab zu Jerusalem
- 2003: Verdienstorden der Bundesrepublik Deutschland (Verdienstkreuz am Bande)
- 2009: Orlando-di-Lasso-Medaille